# Appaloosa (film)
Pour les articles homonymes, voir Appaloosa (homonymie).
Pour plus de détails, voir Fiche technique et Distribution.
Appaloosa est un western américain réalisé par Ed Harris sorti en 2008. Il est adapté du roman du même nom de l’auteur de romans policiers Robert B. Parker.

## Synopsis
L’histoire se déroule en 1882. Après la guerre de Sécession, Everett Hitch est le second de Virgil Cole ; ils louent leurs services comme policiers intérimaires (marshals) selon les besoins des communautés locales.
Ils sont recrutés par la municipalité d'Appaloosa, une ville en apparence ordinaire, où Randall Bragg, un riche fermier, profite de la puissance que lui confère sa fortune pour établir sa mainmise sur la région. Il laisse ses hommes faire régner la terreur à Appaloosa. Lorsque le shérif Jack Bell et ses adjoints sont venus arrêter deux hommes de Bragg, ce dernier les a abattus de sang froid.
Cole et Hitch réussissent à imposer leur autorité à Appaloosa ; parallèlement, ils entrent en relation avec Allison French, et Cole entame une liaison avec elle.
Un témoin du meurtre de Jack Bell s'étant rallié à eux, ils arrêtent Bragg, qui est jugé et condamné à mort. Mais au cours de son transfert au chef-lieu de comté, il est délivré par ses hommes à la tête desquels se sont mis deux aventuriers, les frères Shelton.
Cole et Hitch réussissent à rejoindre le groupe au moment où il est menacé par un groupe d'Indiens Chiricahuas ; ils concluent une alliance provisoire pour gagner la ville la plus proche. Là, les hostilités reprennent : un combat a lieu avec les frères Shelton ; ceux-ci sont tués, mais Cole est blessé au genou, et Bragg réussit à s'enfuir.
Revenus à Appaloosa, ils apprennent par la suite que Bragg a obtenu la grâce du président Chester A. Arthur (ils auraient travaillé ensemble avant que Bragg se rende à Appaloosa). Il revient même à Appaloosa et rachète l’hôtel de la ville. Moins violent qu'auparavant, il réussit à se faire bien voir par les conseillers municipaux.
Cole, qui vit paisiblement dans une maison en compagnie d’Allie, est assez perplexe devant le retour de Randall Bragg, comme en témoigne le dialogue suivant :

« – Pourquoi crois-tu qu’il soit revenu ?

– L’orgueil est une chose étonnante, Allie… »

Hitch craint le pire des scénarios : que l’ancien exploiteur, auréolé d’une réputation nouvelle, convainque les notables de chasser Cole et qu'il puisse ensuite regagner son emprise sur la ville et sur son exploitation minière.
Il décide de quitter la ville pour gagner de l'argent et démissionne de son poste d'adjoint. Il découvre qu'Allie a une relation avec Bragg et le provoque en duel. Cole tente de l'en empêcher, mais Hitch reste inébranlable dans l'espoir de permettre à Cole de continuer à vivre à Appaloosa et qu'il puisse trouver le bonheur avec Allie. Hitch réussit à tirer le premier, atteignant Bragg à la poitrine et le tuant. Il quitte la ville et ses dernières pensées se dirigent vers l'incertitude dans l'espoir de trouver l'aventure et la fortune.

## Fiche technique
- Titre original et français : Appaloosa
- Réalisation : Ed Harris
- Scénario : Ed Harris et Robert Knott, d'après le roman de Robert B. Parker
- Photographie : Dean Semler
- Montage : Kathryn Himoff
- Musique : Jeff Beal
- Casting : Nicole Abellera et Jeanne McCarthy
- Directeur artistique : Steve Arnold
- Décors : Waldemar Kalinowski (conception) et Linda Lee Sutton (décoratrice)
- Costumes : David C. Robinson
- Producteurs : Ed Harris, Robert Knott et Ginger Sledge

Producteurs associés : Kathryn Himoff, Candy Trabuco et Janice Williams
Producteurs exécutifs : Sam Brown, Caldecot Chubb, Toby Emmerich et Michael London
- Société de production : New Line Cinema • Axiom Films • Groundswell Productions
- Société de distribution : Warner Bros.
- Budget : 20 000 000 $[1]
- Pays d'origine : États-Unis
- Langue : anglais, apache et espagnol
- Format : couleurs – 2,35:1 DeLuxe – 35 mm (Kodak Vision 2 500T 5218)
- Son : Dolby Digital – DTS – SDDS
- Genre : western
- Durée : 115 minutes
- Dates de sortie :
  - États-Unis : 19 septembre 2008
  - France : 1er octobre 2008

## Distribution
- Viggo Mortensen (VF : Bernard Gabay, VQ : Pierre Auger) : Everett Hitch
- Ed Harris (VF : Georges Claisse, VQ : Guy Nadon) : Virgil Cole
- Renée Zellweger (VF : Dorothée Pousséo, VQ : Julie Burroughs) : Allie French
- Jeremy Irons (VF : Frédéric van den Driessche, VQ : Jean-Luc Montminy) : Randall Bragg
- Lance Henriksen (VF : Jean-Pierre Leclerc, VQ : Sylvain Hétu) : Ring Shelton
- Adam Nelson : Mackie Shelton
- Timothy Spall (VF : Vincent Grass, VQ : Vincent Davy) : Phil Olson
- Ariadna Gil (VF : Marjorie Frantz) : Katie
- James Gammon (VF : Hervé Jolly, VQ : Aubert Pallascio) : Earl May
- Tom Bower (VF : Pierre Hatet, VQ : André Montmorency) : Abner Raines
- Rex Linn (VF : Patrick Messe) : Shérif Clyde Stringer
- Corby Griesenbeck : Charlie Tewksbury
- Timothy V. Murphy : Vince Sullivan
- Agathe Golaszewska : Kid
- Bounthanh Xaynhachack (VF : Anatole Thibault) : Chin
- Makenzie Vega : Stunt
- Bob Harris (VF : Marc Cassot) : Juge Elias Callison
- Bobby Jauregui : Jack Bell
- Luce Rains (VF : Emmanuel Karsen) : Dean

Sources et légende : version française (VF) sur RS Doublage et Voxofilm. Version québécoise (VQ) sur Doublage Québec.

## Accueil

### Sortie
Appaloosa a été présenté en avant-première française au festival du cinéma américain de Deauville, le 13 septembre 2008 (hommage à Ed Harris).

### Accueil critique
Il a reçu un accueil critique favorable, recueillant 76 % de critiques positives, avec une note moyenne de 6,6⁄10 sur la base de 163 critiques collectées, sur le site agrégateur de critiques Rotten Tomatoes. Le consensus dit : « Un genre occidental traditionnel, Appaloosa se distingue par une psychologie intelligente, un triangle amoureux intrigant et une bonne chimie entre les rôles principaux. » Sur Metacritic, il obtient un score de 64⁄100 sur la base de 32 critiques collectées.
En France, le film obtient une note moyenne de 4⁄5 sur le site Allociné, qui recense 23 titres de presse.

### Box-office
Le film a été un semi-échec commercial, rapportant environ 27 665 851 $ au box-office mondial, dont 20 211 394 $ en Amérique du Nord, pour un budget de 20 000 000 $. En France, il a réalisé 305 639 entrées.
| Pays ou région    | Box-office      | Date d'arrêt du box-office | Nombre de semaines |
| ----------------- | --------------- | -------------------------- | ------------------ |
| États-Unis Canada | 20 211 394 $    | -                          | -                  |
| France            | 305 639 entrées | -                          | -                  |
| Total mondial     | 27 665 851 $    | -                          | -                  |